# Craig Sheffer
Craig Eric Sheffer (n. 23 aprilie 1960 ,York, Pennsylvania) este un actor american de film și televiziune. Este cel mai cunoscut pentru rolurile Norman Maclean din filmul A River Runs Through It (Cândva, pe aici, trecea un râu) și Aaron Boone/Cabal din filmul lui Clive Barker Nightbreed (Eroare genetică), precum și pentru interpretarea rolului lui Keith Scott din serialul TV One Tree Hill (Ruleta destinului).

## Filmografie
| An              | Titlu                                         | Rol                              | Note                                                                            |
| --------------- | --------------------------------------------- | -------------------------------- | ------------------------------------------------------------------------------- |
| 1982            | One Life to Live                              | Ian Hayden                       |                                                                                 |
| 1983            | The Hamptons                                  | Bruce Chadway                    | "Pilot" (sezonul 1: episodul 1)                                                 |
| 1984            | Voyage of the Rock Aliens                     | Frankie                          |                                                                                 |
| 1985            | That Was Then... This Is Now                  | Bryon Douglas                    |                                                                                 |
| 1986            | Fire with Fire                                | Joe Fisk                         |                                                                                 |
| 1986–1988       | Teen Wolf                                     | Mick                             | Rol de voce; 21 de episoade                                                     |
| 1987            | Some Kind of Wonderful                        | Hardy Jenns                      |                                                                                 |
| 1988            | Split Decisions                               | Eddie McGuinn                    |                                                                                 |
| 1989            | Baby Cakes                                    | Rob                              |                                                                                 |
| 1990            | Nightbreed                                    | Aaron Boone / Cabal              |                                                                                 |
| 1990            | Instant Karma                                 | Zane                             |                                                                                 |
| 1991            | Blue Desert                                   | Randall Atkins                   |                                                                                 |
| 1991            | Eye of the Storm                              | Ray                              |                                                                                 |
| 1992            | A River Runs Through It                       | Norman Maclean                   |                                                                                 |
| 1993            | Fire in the Sky                               | Allan Dallis                     |                                                                                 |
| 1993            | The Program                                   | Joe Kane                         |                                                                                 |
| 1993            | Fire on the Amazon                            | R.J.                             |                                                                                 |
| 1994            | The Road Killers                              | Cliff                            |                                                                                 |
| 1994            | Sleep with Me                                 | Frank                            |                                                                                 |
| 1995            | In Pursuit of Honor                           | Lt. Marshall Buxton              |                                                                                 |
| 1995            | Wings of Courage                              | Henri Guillaumet                 | Scurtmetraj                                                                     |
| 1995            | The Desperate Trail                           | Jack Cooper                      |                                                                                 |
| 1995            | Bloodknot                                     | Mike                             |                                                                                 |
| 1996            | The Grave                                     | King                             |                                                                                 |
| 1996            | "A Season in Purgatory"                       | Constant Bradley                 |                                                                                 |
| 1996            | Head Above Water                              | Lance                            |                                                                                 |
| 1997            | Miss Evers' Boys                              | Dr. Douglas                      |                                                                                 |
| 1997            | Executive Power                               | Nick Seger                       | Video                                                                           |
| 1997            | Bliss                                         | Joseph                           |                                                                                 |
| 1997            | Flypaper                                      |                                  |                                                                                 |
| 1997            | Merry Christmas, George Bailey                | Ernie Bishop / Ed / Bridgekeeper |                                                                                 |
| 1998            | Double Take                                   | Connor McEwen                    |                                                                                 |
| 1998            | Rhapsody in Bloom                             | Jack Safrenek                    |                                                                                 |
| 1999            | The Fall                                      | Adam Ellis                       |                                                                                 |
| 1999            | Turbulence 2: Fear of Flying                  | Martin                           |                                                                                 |
| 2000            | Without Malice                                | Dr. Paul Venters                 |                                                                                 |
| 2000            | Net Worth                                     | Woody Miller                     |                                                                                 |
| 2000            | Deep Core                                     | Brian Goodman                    |                                                                                 |
| 2000            | Hellraiser: Inferno                           | Det. Joseph Thorne               |                                                                                 |
| 2000            | Maze                                          | Mike                             |                                                                                 |
| 2000            | Merlin: The Return                            | Mordred                          |                                                                                 |
| 2001            | Ritual                                        | Paul Claybourne                  |                                                                                 |
| 2001            | Family Law                                    | Martin Antenelli                 | "Separation" (sezonul 2: episodul 13)                                           |
| 2001            | Turbulence 3: Heavy Metal (Teroare în aer)    | Nick Watts                       |                                                                                 |
| 2001            | Flying Virus (Virusul ucigaș)                 | Martin Bauer                     |                                                                                 |
| 2002            | Turnaround                                    | Det. Stratten                    |                                                                                 |
| 2002            | Fastlane (Fastlane: Cursa vieții și a morții) | Andrew Kane                      | "Pilot" (sezonul 1: episodul 1)                                                 |
| 2002            | Cabin Pressure (Deturnarea)                   | Peter 'Bird Dog' Dewmont         |                                                                                 |
| 2002            | Deadly Little Secrets (Secrete fatale)        | Dr. Gordon Childs                |                                                                                 |
| 2003            | Water Under the Bridge                        | Marco                            |                                                                                 |
| 2003            | Dracula II: Ascension                         | Lowell                           |                                                                                 |
| 2003–2007, 2012 | One Tree Hill                                 | Keith Scott                      | 58 de episoade                                                                  |
| 2004            | Prodigal Son                                  | Alan                             | Scurtmetraj                                                                     |
| 2004            | The Pavilion                                  | Frank Cassilis                   |                                                                                 |
| 2004            | Berserker                                     | Boar                             |                                                                                 |
| 2005            | Tom's Nu Heaven                               | Tom Mitchell                     |                                                                                 |
| 2005            | The Second Front                              | Frank Hossom                     |                                                                                 |
| 2005            | Into the West                                 | Older Robert Wheeler             | "Ghost Dance" (sezonul 1: episodul 6)                                           |
| 2006            | Find Love                                     | Interviewer                      |                                                                                 |
| 2006            | Long Lost Son                                 | Quinn Halloran / John Williams   |                                                                                 |
| 2008            | Love Lies Bleeding (Bani însângerați)         | Morton                           |                                                                                 |
| 2008            | While She Was Out                             | Kenneth                          |                                                                                 |
| 2010            | Ashley's Ashes                                | Bill                             |                                                                                 |
| 2010            | Psych                                         | Federal Marshal Daniel Wayne     | "A Very Juliet Episode" (sezonul 4: episodul 12)                                |
| 2010            | Lies Between Friends                          | Sheriff Zach Watts               |                                                                                 |
| 2010            | Criminal Minds                                | James Thomas                     | "Compromising Positions" (sezonul 6: episodul 4)                                |
| 2012            | Bad Ass                                       | Attorney                         |                                                                                 |
| 2012            | Stand Up Guys                                 | Jargoniew #1                     |                                                                                 |
| 2012            | The Mark                                      | Chad Turner                      |                                                                                 |
| 2012            | The Mentalist                                 | Gary Philo                       | "Cheap Burgundy" (sezonul 4: episodul 17)                                       |
| 2012            | CSI: Crime Scene Investigation                | Jack Gilmore                     | "Homecoming" (sezonul 12: episodul 22) "Karma to Burn" (sezonul 13: episodul 1) |
| 2013            | Armata vârcolacilor                           | maiorul Brian Hoffman            |                                                                                 |
| 2013            | Însemnat: Izbăvirea                           | Chad Turner                      |                                                                                 |
| 2016            | Code of Honor                                 | William Porter                   |                                                                                 |

## Legături externe
- Craig Sheffer cast bio on The WB
- Craig Sheffer la Internet Movie Database
- Craig Sheffer la Allmovie
- Craig Sheffer la CineMagia.ro